# Morti nel 2019/Febbraio
| Questa pagina contiene informazioni ricavate automaticamente dalle voci biografiche con l'ausilio del template Bio e di un bot. L'aggiornamento è periodico e automatico e ricostruisce completamente la pagina. Se manca una persona in questa lista, sei pregato di non aggiungerla, ma accertati piuttosto che la sua voce biografica contenga il template Bio e che i dati anagrafici siano correttamente compilati. Se il template Bio manca, inseriscilo tu stesso o, in alternativa, metti l'avviso {{tmp\|Bio}} che ne segnala la mancanza. Se i dati riportati sono sbagliati, correggi direttamente la voce biografica; le modifiche saranno visibili in questa lista entro pochi giorni. Per chiarimenti vedi il progetto biografie. La lista contiene solo le 170 persone che sono citate nell'enciclopedia e per le quali è stato implementato correttamente il template Bio. Pagina aggiornata al 26 apr 2025. |

- 1º febbraio - Kinryū Arimoto, attore e doppiatore giapponese (n. 1940)
- 1º febbraio - Luciano Bartoli, attore italiano (n. 1946)
- 1º febbraio - Harold Bergman, attore e stuntman statunitense (n. 1919)
- 1º febbraio - Bobò, artista italiano (n. 1936)
- 1º febbraio - Antonio Renna, allenatore di calcio e calciatore italiano (n. 1937)
- 1º febbraio - Lisa Seagram, attrice statunitense (n. 1936)
- 1º febbraio - Clive Swift, attore inglese (n. 1936)
- 1º febbraio - Edit Weckinger-Perényi, ginnasta ungherese (n. 1923)
- 1º febbraio - Wade Wilson, giocatore di football americano statunitense (n. 1959)
- 2 febbraio - Catherine Burns, attrice statunitense (n. 1945)
- 2 febbraio - Luigi Coeli, calciatore italiano (n. 1927)
- 2 febbraio - Carol Emshwiller, scrittrice statunitense (n. 1921)
- 2 febbraio - Mario Grasselli, scrittore e saggista italiano (n. 1924)
- 2 febbraio - Roberto Perini, disegnatore e vignettista italiano (n. 1950)
- 2 febbraio - Omar Wehbe, calciatore argentino (n. 1944)
- 3 febbraio - Julie Adams, attrice statunitense (n. 1926)
- 3 febbraio - Stephen Negoesco, allenatore di calcio e calciatore statunitense (n. 1925)
- 3 febbraio - Kristoff St. John, attore statunitense (n. 1966)
- 3 febbraio - Danny Williams, allenatore di calcio e calciatore inglese (n. 1924)
- 4 febbraio - Evgenij Aleksandrov, calciatore sovietico (n. 1952)
- 4 febbraio - Giampiero Artegiani, cantautore, paroliere e produttore discografico italiano (n. 1955)
- 4 febbraio - Isacio Calleja, calciatore spagnolo (n. 1936)
- 4 febbraio - Bernard Lietaer, economista belga (n. 1942)
- 4 febbraio - Matti Nykänen, saltatore con gli sci e cantante finlandese (n. 1963)
- 5 febbraio - Gilbert Dutoit, calciatore e allenatore di calcio svizzero (n. 1925)
- 5 febbraio - Joe Fascione, allenatore di calcio e calciatore scozzese (n. 1945)
- 5 febbraio - Mel Tomlinson, ballerino e coreografo statunitense (n. 1954)
- 5 febbraio - Guido Roberto Vitale, economista italiano (n. 1937)
- 6 febbraio - Rudi Assauer, dirigente sportivo, allenatore di calcio e calciatore tedesco (n. 1944)
- 6 febbraio - Manfred Eigen, chimico, fisico e biofisico tedesco (n. 1927)
- 6 febbraio - Rosamunde Pilcher, scrittrice britannica (n. 1924)
- 6 febbraio - Jairo do Nascimento, calciatore brasiliano (n. 1946)
- 7 febbraio - John Dingell, politico e avvocato statunitense (n. 1926)
- 7 febbraio - Albert Finney, attore inglese (n. 1936)
- 7 febbraio - Heidi Mohr, calciatrice tedesca (n. 1967)
- 7 febbraio - Jan Olszewski, avvocato polacco (n. 1930)
- 7 febbraio - Domenico Pellegrino, politico italiano (n. 1927)
- 7 febbraio - Frank Robinson, giocatore di baseball e allenatore di baseball statunitense (n. 1935)
- 7 febbraio - Sylvia Ruuska, nuotatrice statunitense (n. 1942)
- 8 febbraio - Giancarlo Comastri, politico e medico italiano (n. 1939)
- 8 febbraio - Enrico Cuoghi, calciatore italiano (n. 1930)
- 8 febbraio - Zbigniew Czajkowski, schermidore polacco (n. 1921)
- 8 febbraio - Wolfgang Rindler, fisico austriaco (n. 1924)
- 8 febbraio - Angelo Ruggeri, calciatore italiano (n. 1935)
- 8 febbraio - Robert Ryman, artista statunitense (n. 1930)
- 8 febbraio - Kurt Sommerlatt, allenatore di calcio e calciatore tedesco (n. 1928)
- 9 febbraio - Salvatore Bellomo, wrestler italiano (n. 1951)
- 9 febbraio - Fernando Clavijo, allenatore di calcio, calciatore e giocatore di calcio a 5 uruguaiano (n. 1956)
- 9 febbraio - Mario Gerla, informatico e saggista italiano (n. 1943)
- 9 febbraio - Mick Kennedy, calciatore inglese (n. 1961)
- 9 febbraio - Shelley Lubben, attrice pornografica e attivista statunitense (n. 1968)
- 9 febbraio - Jean Parent, schermidore francese (n. 1928)
- 9 febbraio - Fred Pickering, calciatore inglese (n. 1941)
- 9 febbraio - Maximilian Reinelt, canottiere tedesco (n. 1988)
- 9 febbraio - Ian Ross, calciatore e allenatore di calcio scozzese (n. 1947)
- 9 febbraio - Tomi Ungerer, scrittore, illustratore e viaggiatore francese (n. 1931)
- 10 febbraio - Carmen Argenziano, attore statunitense (n. 1943)
- 10 febbraio - Mario Bernardo, direttore della fotografia e partigiano italiano (n. 1919)
- 10 febbraio - Miranda Bonansea, attrice e doppiatrice italiana (n. 1926)
- 10 febbraio - Heinz Fütterer, velocista tedesco (n. 1931)
- 10 febbraio - Walter B. Jones, politico statunitense (n. 1943)
- 10 febbraio - Fernando Peres, calciatore portoghese (n. 1943)
- 10 febbraio - Maura Viceconte, maratoneta e mezzofondista italiana (n. 1967)
- 10 febbraio - Jan-Michael Vincent, attore statunitense (n. 1945)
- 11 febbraio - Alice di Lussemburgo, principessa lussemburghese (n. 1929)
- 11 febbraio - Carlo Bertolini, pittore, scultore e incisore italiano (n. 1922)
- 11 febbraio - Teresio Bosco, scrittore, presbitero e teologo italiano (n. 1931)
- 11 febbraio - Leena Brusiin, modella finlandese (n. 1946)
- 11 febbraio - Sibghatullah Mojaddedi, politico afghano (n. 1925)
- 12 febbraio - Gordon Banks, calciatore inglese (n. 1937)
- 12 febbraio - Alex Grossmann, fisico croato (n. 1930)
- 12 febbraio - Lyndon LaRouche, politico e attivista statunitense (n. 1922)
- 12 febbraio - Pedro Morales, wrestler portoricano (n. 1942)
- 12 febbraio - Hans-Dieter Niedlich, cestista e allenatore di pallacanestro tedesco (n. 1940)
- 12 febbraio - Bisi Silva, critica d'arte nigeriana (n. 1962)
- 13 febbraio - Vitalij Chmel'nyc'kyj, calciatore e allenatore di calcio sovietico (n. 1943)
- 13 febbraio - Ilario Galimberti, imprenditore italiano (n. 1926)
- 13 febbraio - Anna Pontremoli, pittrice italiana (n. 1926)
- 13 febbraio - Marisa Solinas, attrice e cantante italiana (n. 1939)
- 14 febbraio - Michel Bernard, mezzofondista e dirigente sportivo francese (n. 1931)
- 14 febbraio - Andrea Levy, scrittrice britannica (n. 1956)
- 14 febbraio - David Sopher, pallanuotista indiano (n. 1929)
- 14 febbraio - Clinton Wheeler, cestista statunitense (n. 1959)
- 14 febbraio - Sergej Georgievič Zacharov, cantante russo (n. 1950)
- 15 febbraio - Ferdinando Di Stefano, calciatore italiano (n. 1940)
- 15 febbraio - Gianni Fucci, poeta italiano (n. 1928)
- 15 febbraio - Adriano Ossicini, psichiatra, politico e partigiano italiano (n. 1920)
- 15 febbraio - Salvatore Sica, politico italiano (n. 1928)
- 15 febbraio - Erika Simon, archeologa tedesca (n. 1927)
- 15 febbraio - Dave Smith, archivista e saggista statunitense (n. 1940)
- 15 febbraio - Inga-Britt Söderberg, modella finlandese (n. 1935)
- 16 febbraio - Don Bragg, astista statunitense (n. 1935)
- 16 febbraio - Bruno Ganz, attore svizzero (n. 1941)
- 16 febbraio - Richard N. Gardner, diplomatico e economista statunitense (n. 1927)
- 16 febbraio - Serge Merlin, attore francese (n. 1932)
- 16 febbraio - René Van Den Broeck, cestista belga (n. 1955)
- 17 febbraio - Antons Justs, vescovo cattolico lettone (n. 1931)
- 17 febbraio - Pat Ramsey, cestista e allenatrice di pallacanestro statunitense (n. 1948)
- 17 febbraio - Frederico Rosa, calciatore portoghese (n. 1957)
- 17 febbraio - Franco Rosi, imitatore italiano (n. 1944)
- 17 febbraio - Franco Rosi, calciatore, allenatore di calcio e dirigente sportivo italiano (n. 1927)
- 17 febbraio - Šaban Šaulić, cantante serbo (n. 1951)
- 18 febbraio - Wallace Broecker, climatologo e geologo statunitense (n. 1931)
- 18 febbraio - George Cawkwell, storico neozelandese (n. 1919)
- 18 febbraio - T.J. Cunningham, giocatore di football americano statunitense (n. 1972)
- 18 febbraio - Brian Edgley, allenatore di calcio e calciatore inglese (n. 1937)
- 18 febbraio - Boris Vladimirovič Jašin, regista sovietico (n. 1932)
- 18 febbraio - Alessandro Mendini, architetto, designer e artista italiano (n. 1931)
- 18 febbraio - Roberto Sardelli, presbitero e scrittore italiano (n. 1935)
- 19 febbraio - Lucilla Bassotti, matematica italiana (n. 1934)
- 19 febbraio - Dick Boushka, cestista statunitense (n. 1934)
- 19 febbraio - Giulio Brogi, attore italiano (n. 1931)
- 19 febbraio - Gabriele La Porta, giornalista, autore televisivo e conduttore televisivo italiano (n. 1945)
- 19 febbraio - Karl Lagerfeld, stilista e fotografo tedesco (n. 1933)
- 19 febbraio - Doro Morigi, ciclista su strada e pistard italiano (n. 1920)
- 20 febbraio - Chelo Alonso, ballerina, attrice e showgirl cubana (n. 1933)
- 20 febbraio - Dominick Argento, compositore statunitense (n. 1927)
- 20 febbraio - Gaia Germani, attrice italiana (n. 1942)
- 20 febbraio - Claude Goretta, regista svizzero (n. 1929)
- 20 febbraio - Roberto Ranghino, calciatore italiano (n. 1944)
- 20 febbraio - Livio Sossi, saggista e conduttore radiofonico italiano (n. 1951)
- 20 febbraio - Vinny Vella, attore, comico e showman statunitense (n. 1947)
- 20 febbraio - Ekkehard Wlaschiha, baritono e attore tedesco (n. 1938)
- 21 febbraio - Paolo Brera, economista, scrittore e traduttore italiano (n. 1949)
- 21 febbraio - Stanley Donen, regista e coreografo statunitense (n. 1924)
- 21 febbraio - Giuseppe Mifsud Bonnici, magistrato e giurista maltese (n. 1930)
- 21 febbraio - Beverley Owen, attrice statunitense (n. 1937)
- 21 febbraio - Peter Tork, cantautore, polistrumentista e attore statunitense (n. 1942)
- 21 febbraio - Hilde Zadek, soprano tedesco (n. 1917)
- 22 febbraio - Werner Beierwaltes, filosofo tedesco (n. 1931)
- 22 febbraio - Alberto Rizzoli, imprenditore e editore italiano (n. 1945)
- 22 febbraio - Morgan Woodward, attore statunitense (n. 1925)
- 23 febbraio - Marella Agnelli, fotografa, modella e designer italiana (n. 1927)
- 23 febbraio - Marijan Bradvić, calciatore jugoslavo (n. 1948)
- 23 febbraio - Gillian Freeman, scrittrice e insegnante inglese (n. 1929)
- 23 febbraio - Katherine Helmond, attrice e comica statunitense (n. 1929)
- 23 febbraio - Dorothy Masuka, cantante e compositrice sudafricana (n. 1935)
- 23 febbraio - Carl Meinhold, cestista statunitense (n. 1926)
- 24 febbraio - Andrea Ballarini, scrittore e pubblicitario italiano (n. 1961)
- 24 febbraio - Raymond Bellot, calciatore francese (n. 1929)
- 24 febbraio - Ernst-Wolfgang Böckenförde, filosofo, giurista e saggista tedesco (n. 1930)
- 24 febbraio - Antoine Gizenga, politico della Repubblica Democratica del Congo (n. 1925)
- 24 febbraio - Donald Keene, saggista, traduttore e iamatologo statunitense (n. 1922)
- 24 febbraio - Nyandika Maiyoro, mezzofondista keniota (n. 1931)
- 24 febbraio - Margaret Scott, ballerina sudafricana (n. 1922)
- 24 febbraio - Fedora Veronesi, cestista italiana (n. 1926)
- 25 febbraio - Tom Ballard, alpinista britannico (n. 1988)
- 25 febbraio - Fulvio Camerini, politico e cardiologo italiano (n. 1925)
- 25 febbraio - Mark Hollis, cantautore e compositore britannico (n. 1955)
- 25 febbraio - Waldo Machado, calciatore brasiliano (n. 1934)
- 25 febbraio - Daniele Nardi, alpinista italiano (n. 1976)
- 25 febbraio - Graham Newton, calciatore inglese (n. 1942)
- 25 febbraio - Janet Asimov, psichiatra, psicoanalista e scrittrice di fantascienza statunitense (n. 1926)
- 25 febbraio - Giuseppe Rosica, arbitro di calcio e dentista italiano (n. 1956)
- 25 febbraio - Lisa Sheridan, attrice statunitense (n. 1974)
- 26 febbraio - Andy Anderson, batterista inglese (n. 1951)
- 26 febbraio - Christian Bach, attrice e ballerina argentina (n. 1959)
- 26 febbraio - Giuliano Soria, linguista e ispanista italiano (n. 1951)
- 27 febbraio - Mike Harrison, calciatore inglese (n. 1940)
- 27 febbraio - António Mendes, calciatore portoghese (n. 1937)
- 27 febbraio - Giovanni Piana, filosofo e saggista italiano (n. 1940)
- 27 febbraio - France-Albert René, politico seychellese (n. 1935)
- 27 febbraio - Elvio Ruffino, politico italiano (n. 1951)
- 27 febbraio - Rosetta Stame, funzionaria italiana (n. 1937)
- 27 febbraio - Janine Tavernier, poetessa e scrittrice haitiana (n. 1935)
- 28 febbraio - María Ignacia Benítez, politica e ingegnera cilena (n. 1958)
- 28 febbraio - Jim Fritsche, cestista e allenatore di pallacanestro statunitense (n. 1931)
- 28 febbraio - Joe Girard, statunitense (n. 1928)
- 28 febbraio - André Previn, pianista, direttore d'orchestra e compositore tedesco (n. 1929)
- 28 febbraio - Elliot Griffin Thomas, vescovo cattolico statunitense (n. 1926)